# Yasser Hassan Farag Elshemy
Yasser Hassan Farag Elshemy ist ein ägyptischer Diplomat.
Im Dezember 2019 war Elshemy Direktor der Anti-Korruptions-Einheit im ägyptischen Außenministerium.
Elshemy folgte Ashraf Mohamed Moguib Sultan als ägyptischer Botschafter in Jakarta, mit Zuständigkeit für Indonesien, Osttimor und die ASEAN. 
Am 15. Februar 2023 übergab Elshemy seine Akkreditierung für Indonesien und am 19. Februar 2024 seine Akkreditierung für Osttimor.